# Myśliczek wrzosowiec
Myśliczek wrzosowiec (Stenus ater) – gatunek chrząszcza z rodziny kusakowatych i podrodziny myśliczków (Steninae).
Gatunek ten został opisany w 1830 roku przez Carla Gustafa Mannerheima.
Chrząszcz o ciele długości od 4,5 do 5,5 mm. Szerokość jego głowy mierzona wraz z oczami jest najwyżej o 1/6 mniejsza niż nasady pokryw. Przedplecze ma wyraźnie węższe od pokryw i krótsze niż ich szew, smuklejsze niż u Stenus juno, wyposażone w długą, dobrze zaznaczoną bruzdę pośrodku. Pokrywy są nie szersze niż długie. Początkowe tergity odwłoka mają pośrodku części nasadowych pojedyncze, krótkie listewki. Co najmniej cztery pierwsze tergity mają boczne brzegi odgraniczone szerokimi bruzdami. Odnóża są ubarwione czarno. Smukłe tylne stopy prawie dorównują długością goleniom.
Owad palearktyczny, w Europie częstszy na południu niż na północy. Poza Europą znany z Maroka, Algierii, Gruzji, Azerbejdżanu, Armenii i azjatyckiej Rosji. Zasiedla ściółkę widnych lasów, zarówno wilgotnych jak i suchszych, wrzosowiska, pola, ogrody i pobrzeża wód.